# 牧野裕のEnjoy Golf
牧野裕のEnjoy Golf（まきのひろしのエンジョイゴルフ）は、千葉テレビ放送（チバテレ）で放送されているゴルフ番組である。毎日映画社東京本社との共同制作。

## 概要
2009年4月11日放送開始（製作局であるチバテレでの開始日）。
2009年3月まで『牧野裕のレディスゴルフ』として放送していたものをリニューアルしたものである。レディスゴルフ時代は毎回女性のアマチュアゴルファーを迎え、牧野裕が一緒にプレーしながらポイントとなる場所で指導を行うスタイルであったが、リニューアルと共に男性の参加者も受け入れるようになった。舞台となるゴルフ場は、基本的に千葉県内のゴルフ場を使用していたが、2013年4月からは埼玉県鴻巣市の鴻巣カントリークラブ、2018年5月27日放送分から千葉県成田市のキャスコ花葉CLUB本コース、2019年9月22日放送分から群馬県渋川市の伊香保国際カンツリークラブを使用している。
番組開始より長らく土曜21:30 - 22:00で放送されていたが、2012年10月にテレビ埼玉との同時ネットで、首都圏トライアングル共同制作の『競馬展望プラス』を放送する都合上、日曜22:30 - 23:00に移動し、日曜は同じチバテレ自社制作ゴルフ番組の『村口史子のグッドゴルフ』と連続して放送するようになった。

## 出演者

### 現在の出演者
- 牧野裕（プロゴルファー）
- 飯原夏子（アシスタント、フリーアナウンサー、2019年9月22日 - ）
- アマチュアゴルファー2名（チバテレで随時出演希望ゴルファー募集の告知を行っており、2人1組で参加する。レディスゴルフ時代は女性限定だったが、現在は男女共に参加可能。）
- 2013年の2月の200回放送記念で、女子プロゴルファーの川満陽香理と岸部桃子が出演。
- 2015年2月の400回放送記念で、女子プロゴルファーの鈴木愛が出演。
- 2015年9月20日から3週に渡って、LUNA SEAの真矢とタレントの矢部美穂がゲスト出演。
- 2015年10月25日から3週に渡って、元ジャイアンツのプロ野球選手、川口和久と金石昭人がゲスト出演。

### 過去の出演者
- 清水祥恵（アシスタント、2009年4月 - 2010年12月）
- 新井なみ（アシスタント、2015年4月 - 2018年3月）
- 小倉星羅（アシスタント、当時チバテレアナウンサー、2018年4月1日 - 2019年9月15日）

## ネット局

### 現在のネット局
チバテレは2022年4月より、テレ玉制作の『塩谷育代のベストショット』と枠交換した。
テレ玉以外は2013年4月時点、テレ玉は2020年1月現在のネット局・放送時間を示している。
| 放送対象地域 | 放送局                            | 系列  | 放送時間                                                    | 備考  |
| ------------ | --------------------------------- | ----- | ----------------------------------------------------------- | ----- |
| 千葉県       | 千葉テレビ放送（チバテレ） 制作局 | JAITS | 毎週日曜日 21:30 - 22:00 毎週水曜日 21:00 - 21:30（再放送） |       |
| 埼玉県       | テレビ埼玉（テレ玉）              | JAITS | 毎週日曜日 23:00 - 23:30                                    | [ 2 ] |
| 群馬県       | 群馬テレビ（群テレ）              | JAITS | 毎週火曜日 22:30 - 23:00                                    |       |
| 京都府       | 京都放送（KBS京都）               | JAITS | 毎週土曜日 22:30 - 23:00                                    |       |

### 過去のネット局
| 放送対象地域 | 放送局                                     | 系列  | 放送時間                 | 備考                                            |
| ------------ | ------------------------------------------ | ----- | ------------------------ | ----------------------------------------------- |
| 栃木県       | とちぎテレビ（とちテレ）                   | JAITS | 毎週木曜日 21:00 - 21:30 | 2009年4月 - 2010年3月に放送                     |
| 東京都       | 東京メトロポリタンテレビジョン（TOKYO MX） | JAITS | 毎週土曜日 9:30 - 10:00  | 2009年4月 - 2013年3月に放送 S2・ワンセグ2で放送 |
| 神奈川県     | テレビ神奈川（tvk）                        | JAITS | 毎週火曜日 10:00 - 10:30 | 2009年4月 - 2009年9月に放送                     |